# Vladislav (Repubblica Ceca)
Vladislav (in tedesco Wladislau) è un comune mercato della Repubblica Ceca facente parte del distretto di Třebíč, nella regione di Vysočina.